# 東山本町
東山本町（ひがしやまもとちょう）は、大阪府八尾市の地名。現行行政地名は東山本町一丁目から東山本町九丁目。住居表示は実施済み。
この地域は現住所表記に変更される前は大字万願寺だった地域であり、旧大字万願寺地域には東山本町のほか現在の東山本新町の大半（8丁目と9丁目を除く）も含まれる。

## 歴史概要
令制国一覧 > 畿内 > 河内国 > 高安郡 > 万願寺村
現在は万願寺の地名は存在しないが、かつての地名の由来である満願寺と呼ばれた寺が恩智川の東、現在の東山本町8丁目あたりに存在していたとされる。しかし戦乱や恩智川の氾濫が度重なっていつしか廃寺となったと考えられ、『河内志』に廃寺と記されている以外に文献が存在しないとされる。安土桃山時代ごろに集落の本村を恩智川の西側に移し、住吉大社より分霊を勧請して祀ったのが現在の東山本町2丁目にある住吉神社の起源である。
江戸時代になると満願寺地域は幕府の天領となり、旗本・大窪加賀守の支配地となる。18世紀初頭に大和川の川違えが行われ、西を流れる玉櫛川（玉串川）の跡地が新田として開発され、そのころに村名が萬願寺に変わっている。19世紀になると、水利権の争いを発端として上之島村内の惣村だった式部村が分村し、北垣内に御野縣主神社の御神体を祀ったのが現在の式部宮御野懸主神社である。同じころに新家村も分村して住吉神社の氏子となっている。このころに旧万願寺地域の範囲が固まっている。地域は3つの神社と万願寺本村(南之辻）、新家（新家之辻）、御領（中之辻）、式部（北之辻）の4つの主な惣村で構成されていた。文化9年（1812年）から小田原藩支配地となる。
1889年4月1日の市町村制施行により、中高安村大字万願寺となる。その後 高安村→八尾市の大字となり、現在は東山本町と東山本新町となっている。

## 地理
八尾市の中央部、近鉄河内山本駅の東側と恩智川にはさまれたあたりが旧万願寺集落があった地域で、旧高安郡にあった集落としては一番西の低地に位置する。厳密には高安の一地域であるが、山本駅に近く、駅周辺を含めたいわゆる山本地域に包括される。
現在は周囲を含めて市街地と化している。近鉄信貴線の少し北側に旧街道（立石街道）が東西に通り、このあたりが旧本村で集落内に住吉神社があり、北に東山本町公会堂（自治会館）がある。少し北に八幡神社があり、さらに北に式部御野懸主神社がある。
地域の東に恩智川が南北に流れている。地域内で高安山から流れる山畑川が東西にまっすぐ流れ、中高橋のすぐ南で恩智川に合流する（かつては7丁目と9丁目の間を北流し、8丁目の式部橋付近で合流していた）。恩智川の東、7丁目あたりがかつての新家之辻である。
旧大字万願寺のうち、近鉄信貴線より南は現住所表記の東山本新町となる。かつては田畑ばかりで集落の無かった地域だったが、ほとんどが住宅地として開発されている。

## 世帯数と人口
2020年（令和2年）3月31日現在（八尾市発表）の世帯数と人口は以下の通りである。
| 丁目           | 世帯数    | 人口    |
| -------------- | --------- | ------- |
| 東山本町一丁目 | 418世帯   | 868人   |
| 東山本町二丁目 | 134世帯   | 282人   |
| 東山本町三丁目 | 232世帯   | 527人   |
| 東山本町四丁目 | 187世帯   | 435人   |
| 東山本町五丁目 | 435世帯   | 1,057人 |
| 東山本町六丁目 | 339世帯   | 618人   |
| 東山本町七丁目 | 237世帯   | 506人   |
| 東山本町八丁目 | 575世帯   | 1,393人 |
| 東山本町九丁目 | 158世帯   | 353人   |
| 計             | 2,715世帯 | 6,039人 |

### 人口の変遷
国勢調査による人口の推移。
| 1995年（平成7年）  | 6,002人 | [ 5 ] |  |
| 2000年（平成12年） | 6,438人 | [ 6 ] |  |
| 2005年（平成17年） | 6,334人 | [ 7 ] |  |
| 2010年（平成22年） | 6,315人 | [ 8 ] |  |
| 2015年（平成27年） | 5,998人 | [ 9 ] |  |

### 世帯数の変遷
国勢調査による世帯数の推移。
| 1995年（平成7年）  | 2,091世帯 | [ 5 ] |  |
| 2000年（平成12年） | 2,372世帯 | [ 6 ] |  |
| 2005年（平成17年） | 2,400世帯 | [ 7 ] |  |
| 2010年（平成22年） | 2,446世帯 | [ 8 ] |  |
| 2015年（平成27年） | 2,310世帯 | [ 9 ] |  |

## 学区
市立小・中学校に通う場合、学区は以下の通りとなる（2020年5月時点）。
| 丁目           | 番   | 小学校               | 中学校           |
| -------------- | ---- | -------------------- | ---------------- |
| 東山本町一丁目 | 全域 | 八尾市立東山本小学校 | 八尾市立東中学校 |
| 東山本町二丁目 | 全域 | 八尾市立東山本小学校 | 八尾市立東中学校 |
| 東山本町三丁目 | 全域 | 八尾市立東山本小学校 | 八尾市立東中学校 |
| 東山本町四丁目 | 全域 | 八尾市立東山本小学校 | 八尾市立東中学校 |
| 東山本町五丁目 | 全域 | 八尾市立東山本小学校 | 八尾市立東中学校 |
| 東山本町六丁目 | 全域 | 八尾市立東山本小学校 | 八尾市立東中学校 |
| 東山本町七丁目 | 全域 | 八尾市立東山本小学校 | 八尾市立東中学校 |
| 東山本町八丁目 | 全域 | 八尾市立東山本小学校 | 八尾市立東中学校 |
| 東山本町九丁目 | 全域 | 八尾市立東山本小学校 | 八尾市立東中学校 |

## 事業所
2016年（平成28年）現在の経済センサス調査による事業所数と従業員数は以下の通りである。
| 丁目                   | 事業所数  | 従業員数 |
| ---------------------- | --------- | -------- |
| 東山本町一丁目         | 34事業所  | 103人    |
| 東山本町二丁目         | 6事業所   | 15人     |
| 東山本町三丁目         | 9事業所   | 48人     |
| 東山本町四丁目         | 4事業所   | 12人     |
| 東山本町五丁目         | 16事業所  | 47人     |
| 東山本町六丁目・七丁目 | 8事業所   | 57人     |
| 東山本町八丁目         | 20事業所  | 71人     |
| 東山本町九丁目         | 3事業所   | 18人     |
| 計                     | 100事業所 | 371人    |

## 地域内の施設・旧跡
東山本町
- 大阪府寝屋川水系改修工営所 中高橋観測所（1丁目）
- 八尾東山本郵便局（2丁目）
- 住吉神社（2丁目）
- 西光寺（3丁目）
- 八幡神社（4丁目）
- 式部御野縣主神社（5丁目）
- 円光寺（5丁目）
- 八尾市立東山本小学校・幼稚園（9丁目）

## ギャラリー

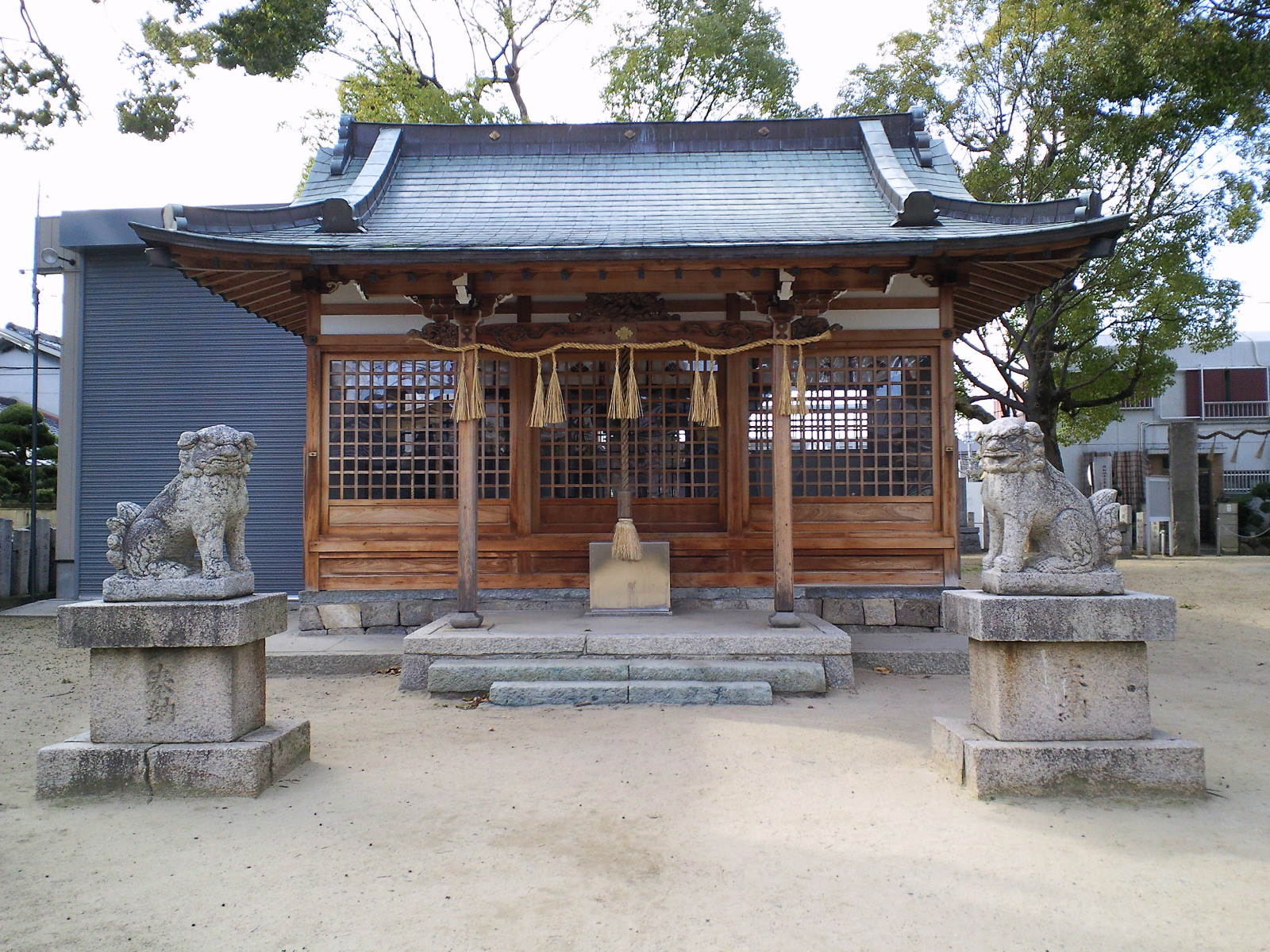
住吉神社（南之辻）
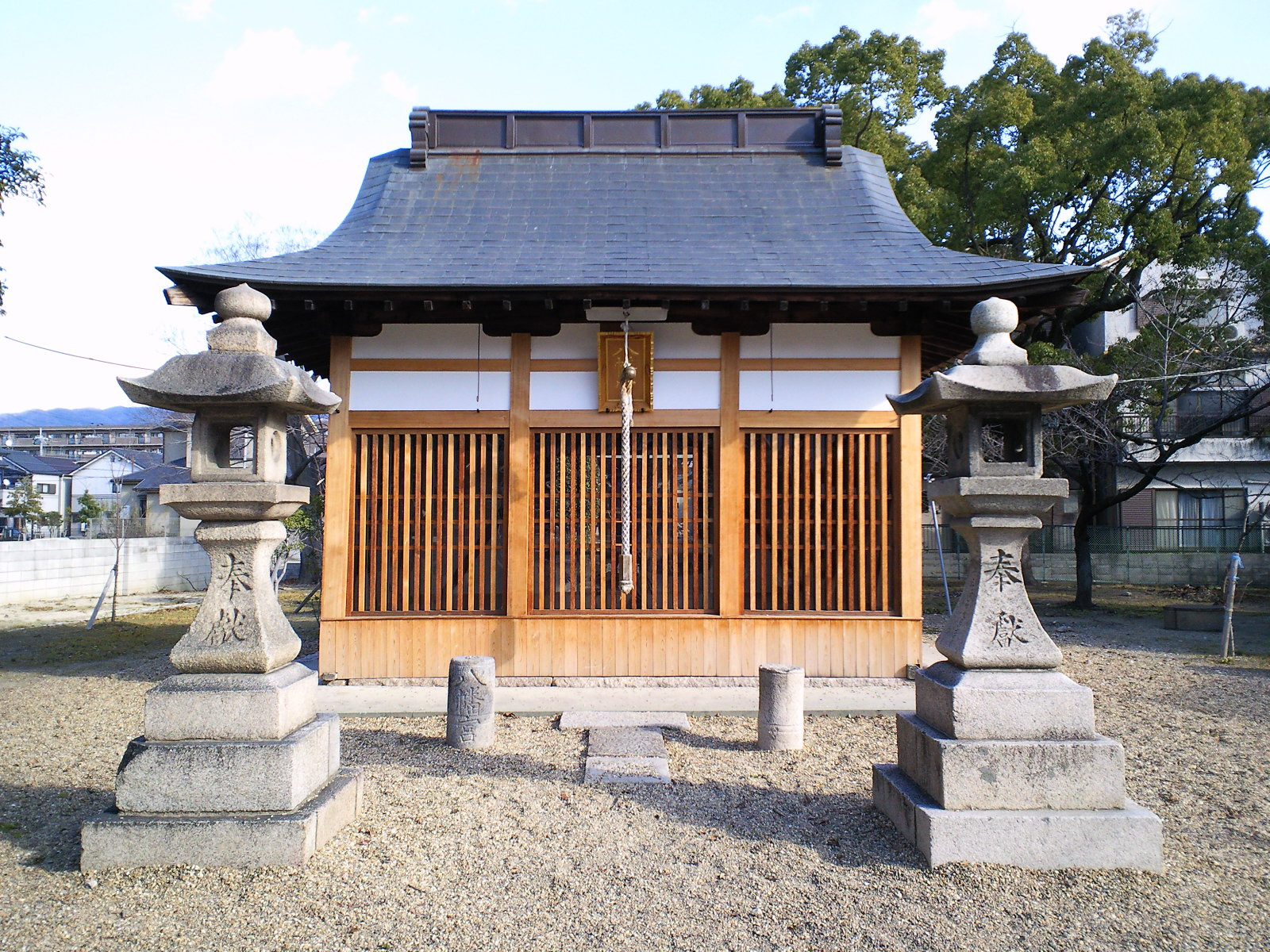
八幡神社（中之辻）
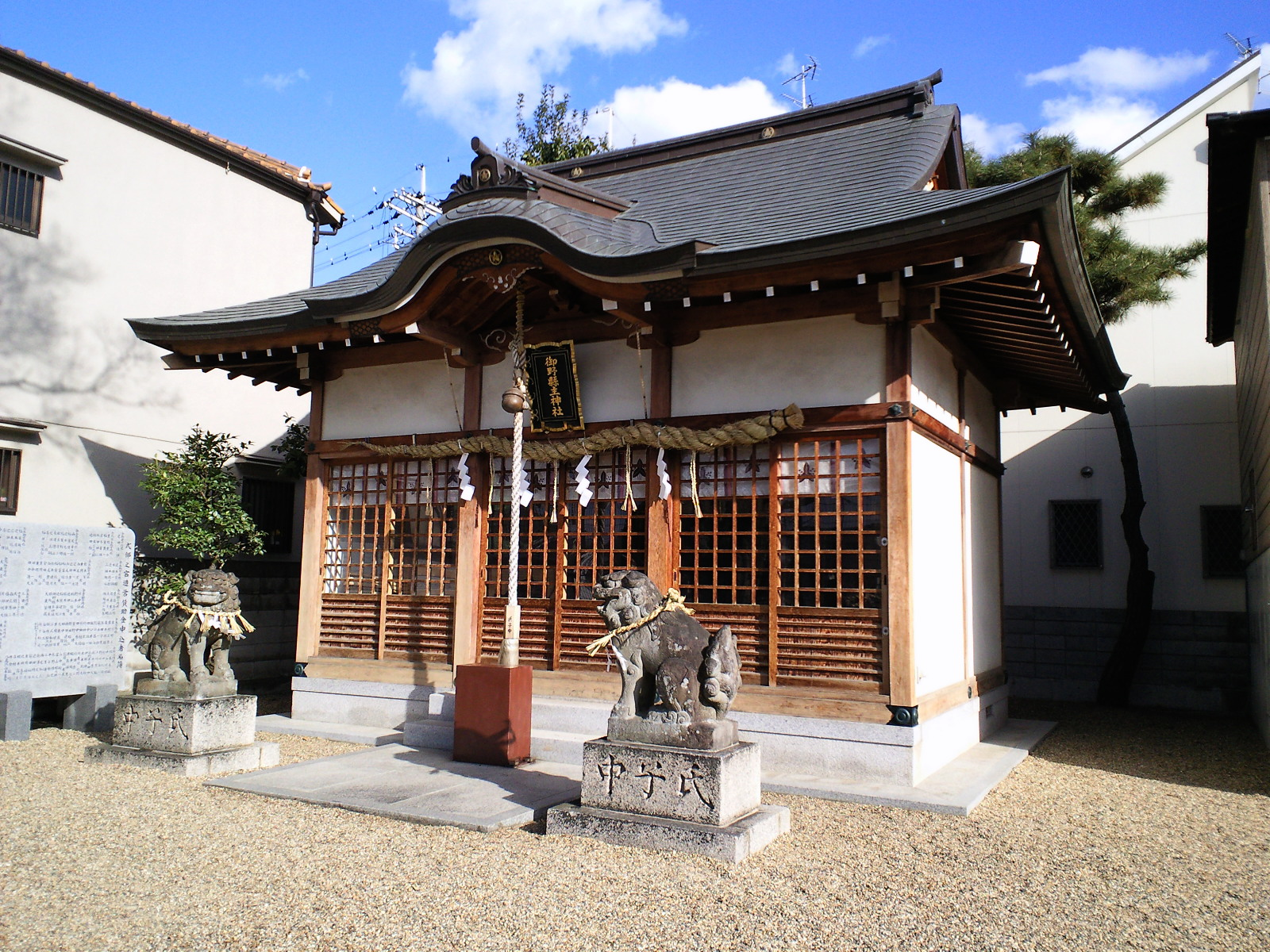
式部御野縣主神社（北之辻）
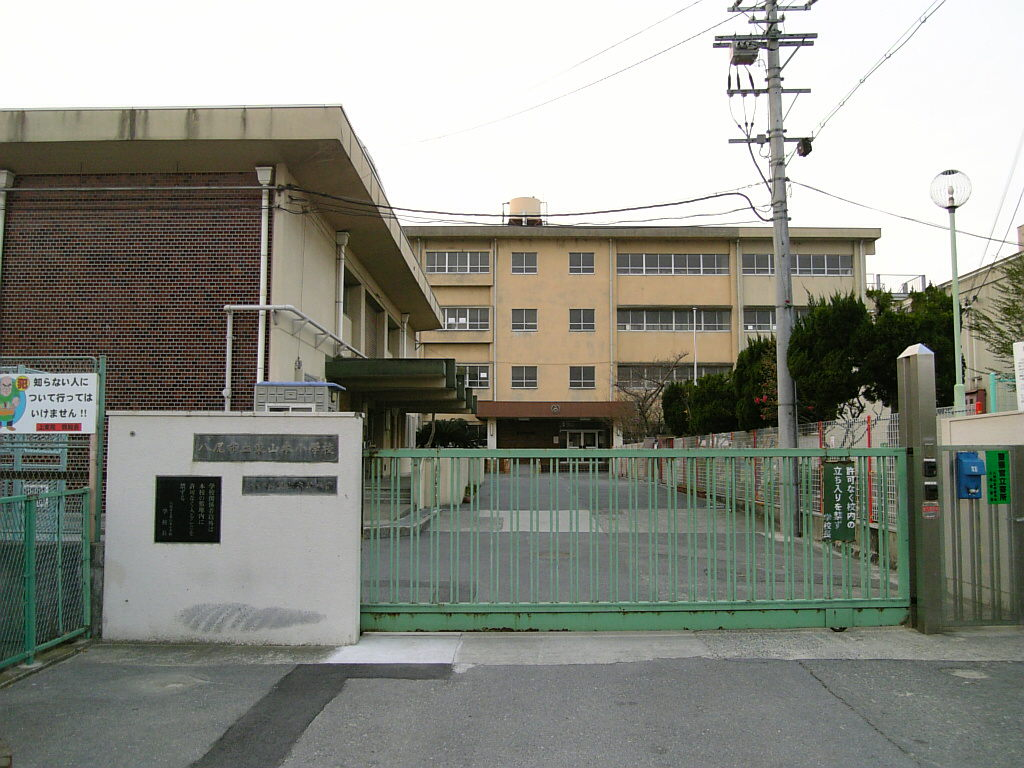
東山本小学校

## 万願寺ふとん太鼓
地域内では古くから夏季にふとん太鼓を担いで村中を練り歩き、神社に奉納する夏祭りが行われている。当初、住吉神社が創建されたころに神輿による祭りが氏子衆により催されていたが、中世から近世にかけて村域が拡大すると各神社・各惣村合同による統一祭礼となった。1941年（昭和16年）に中高安連合青年団が組織されると、万願寺地区においてもふとん太鼓の運行は氏子衆から青年団に委ねられた。戦争による中断や老朽化により4地区（4台）が揃わなかったりした時もあったものの、現在は4台揃って毎年7月の最終の土・日に行われている。

### 四地区の太鼓台
- 堂垣内太鼓台 （製作年代不明、平成18年7月大改修）
- 新家太鼓台 （大阪型、平成19年7月新調）
- 式部太鼓台 （淡路型、製作年代不明（中古購入）、平成14年大改修）
- 御領太鼓台 （平成21年新調）

## その他

### 日本郵便
- 郵便番号 : 581-0847[2]（集配局：八尾郵便局[12]）。

## 脚註
1. 1 2 3  “町丁字別人口・世帯数（令和2年3月末日現在）”.   八尾市 (2020年4月9日). 2020年5月6日閲覧。
2. 1 2  “東山本町の郵便番号”.  日本郵便. 2019年8月15日閲覧。
3. ↑  “市外局番の一覧”.   総務省. 2019年6月24日閲覧。
4. ↑  “住居表示の実施区域一覧”.   八尾市 (2014年5月19日). 2020年5月6日閲覧。
5. 1 2  “平成7年国勢調査の調査結果(e-Stat) - 男女別人口及び世帯数 －町丁・字等”.   総務省統計局 (2014年3月28日). 2019年8月16日閲覧。
6. 1 2  “平成12年国勢調査の調査結果(e-Stat) - 男女別人口及び世帯数 －町丁・字等”.   総務省統計局 (2014年5月30日). 2019年8月16日閲覧。
7. 1 2  “平成17年国勢調査の調査結果(e-Stat) - 男女別人口及び世帯数 －町丁・字等”.   総務省統計局 (2014年6月27日). 2019年8月16日閲覧。
8. 1 2  “平成22年国勢調査の調査結果(e-Stat) - 男女別人口及び世帯数 －町丁・字等”.   総務省統計局 (2012年1月20日). 2019年8月16日閲覧。
9. 1 2  “平成27年国勢調査の調査結果(e-Stat) - 男女別人口及び世帯数 －町丁・字等”.   総務省統計局 (2017年1月27日). 2019年8月16日閲覧。
10. ↑  “住所からの校区一覧”.   八尾市. 2020年5月6日閲覧。
11. ↑  “平成28年経済センサス－活動調査 / 事業所に関する集計 産業横断的集計 都道府県別結果”.   総務省統計局 (2018年6月28日). 2019年10月23日閲覧。
12. ↑  “郵便番号簿 2019年度版” (PDF).   日本郵便. 2019年11月4日閲覧。